# علی میرزایی (بازیکن فوتبال)
 علی میرزایی  (زاده ۱۷ مهر ۱۳۲۱) بازیکن سابق فوتبال ایران است. وی سابقه بازی در باشگاه فوتبال پیکان تهران را دارد.
وی سابقه یک بازی ملی نیز در کارنامه دارد که در بازی‌های المپیک تابستانی ۱۹۶۴ توکیو انجام داده است.